# Równia deltowa

Budowa delty:
1. Równia aluwialna
2. Równia deltowa
3. Jezioro deltowe
4. Czoło delty
5. Prodelta

Równia deltowa to część delty rzeki z kanałami rozprowadzającymi. Głównie są to obszary nizinne o charakterze bagiennym.